# Kościół Podwyższenia Krzyża Świętego w Ogorzelinach
Kościół Podwyższenia Krzyża Świętego w Ogorzelinach – katolicki kościół parafialny zlokalizowany we wsi Ogorzeliny, w powiecie chojnickim.

## Historia

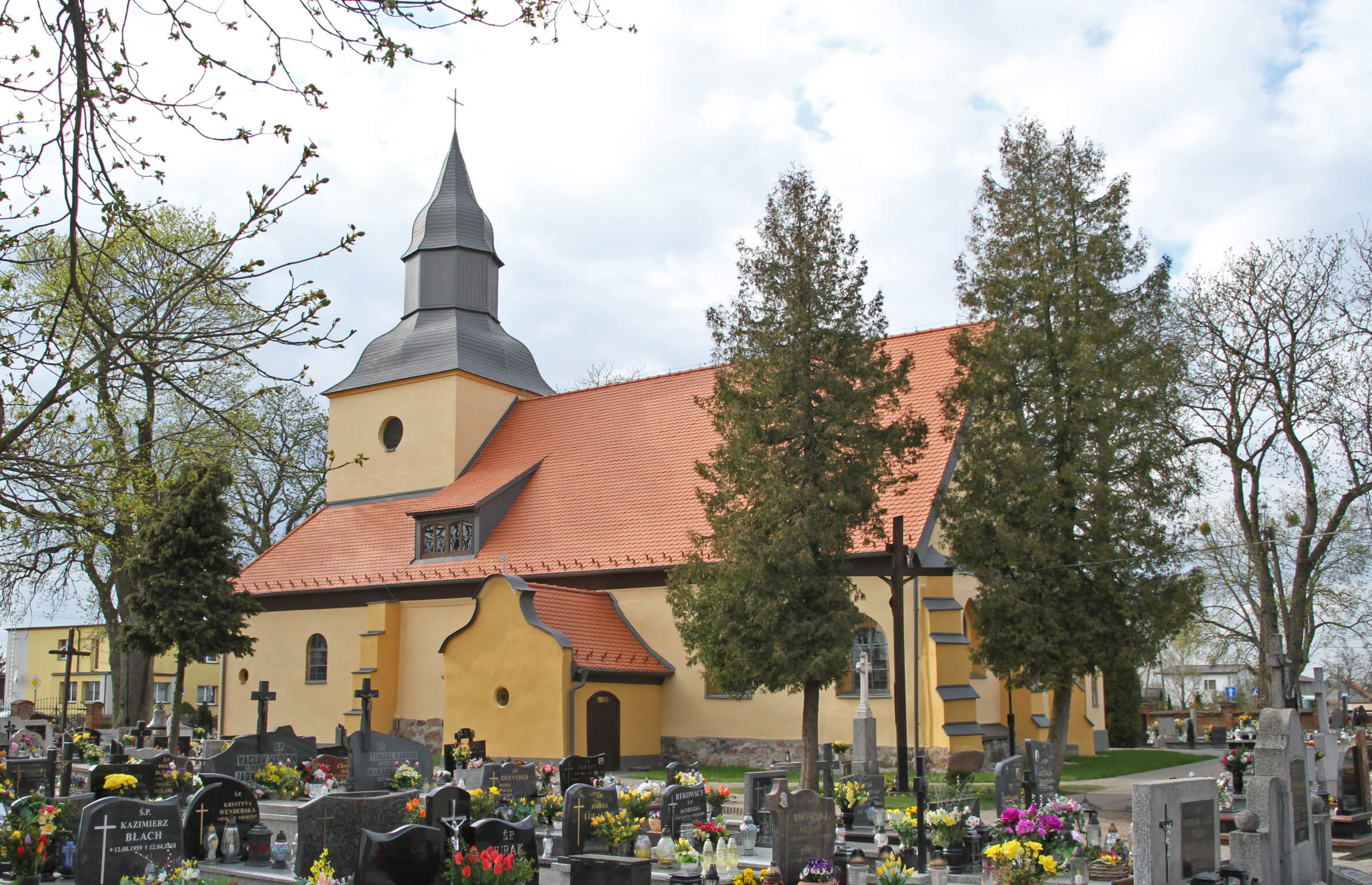
Widok od prezbiterium

Tereny Ogorzelin zasiedlane były przez katolickich Kosznajdrów, głównie w XIV i XV wieku. Parafia we wsi powstała w 1338 roku z inicjatywy miejscowych posiadaczy. W 1398 wykaz danin potwierdza istnienie świątyni, choć wymieniana jest też data budowy w 1402. W 1653 murowany i kryty dachówką kościół posiadał drewnianą  dzwonnicę (trzy dzwony). W kościele posadowiony był obmurowany ołtarz, chrzcielnica i ambona. W 1617 arcybiskup Wawrzyniec Gembicki połączył świątynie w Ogorzelinach, Niwach i Zamartem w jedną parafię, przy czym do Ogorzelin nie przypisano żadnego księdza (msze odprawiano tylko w co drugą niedzielę). W 1658 był już w Ogorzelinach proboszcz. W XVIII wieku do obiektu dobudowano drewnianą wieżę oraz kruchtę od południa. Wojny ze Szwedami przyniosły kościołowi znaczne uszkodzenia. W 1824 kościół odnowiono (rok wcześniej na cmentarzu powstała okazała kaplica Prądzyńskich). W 1893 kościół uległ daleko idącej rozbudowie, m.in. dobudowano zakrystię. Wincenty Prądzyński (lokalny dziedzic) ufundował w 1848 przykościelny szpital dla ubogich (po 1945 uległ on zniszczeniu). 30 listopada 1929 uznano kościół za zabytek. W 1951 posadowiono organy z firmy Sobiechowskiego z Bydgoszczy (jedenaście głosów, remontowane w latach 1976–1977). W 1955 nastąpiła wymiana gontów i remont kapitalny świątyni. W latach 1974–1975 zbudowano od zachodu nową wieżę (w miejsce drewnianej o konstrukcji szkieletowo-kozłowej wzniesiono murowaną, o konstrukcji stalowo-żelbetowej – stary hełm zachowano). W 1979 we wnętrzu stanęły nowe, modrzewiowe ławki, a modrzewiowymi deskami wyłożono strop. Po 1990 wykonano kolejny generalny remont. W 2004 postawiono nowe sedilia.

## Architektura
Obiekt murowany (nawa XIV-wieczna), z kamienia i cegły, orientowany, salowy (23,30 x 9 metra), kryty stropem drewnianym. Dach jest dwuspadowy kryty gontem dębowym i sosnowym. Od zachodu czworoboczna wieża wtopiona w korpus. Hełm z ośmioboczną latarnią. Na zewnętrznej ścianie (we wnęce na wysokości około 2,5 metra) posadowiona jest figura Matki Bożej Królowej Świata (odnowiona i postawiona w 1994). Kropielnica kamienna z datą 1864.

## Wyposażenie
Ołtarz główny w stylu neobarokowym pochodzi z I połowy XIX wieku. W centrum stoi figura Chrystusa Ukrzyżowanego (barok, około połowy XVII w.). Po jego bokach Matka Boska Bolesna i św. Jan Ewangelista (też barokowe – z XVIII wieku). W kondygnacji górnej stoi figura św. Marii Magdaleny i czterech aniołów (barok - XVIII/XIX w.). Na bocznych ścianach nawy znajdują się figury Serca Jezusowego i św. Józefa. Ambona jest barokowa i pochodzi z końca XVII wieku. Chrzcielnica jest rokokowa (druga połowa XVIII wieku). Lichtarze ołtarzowe są z XIX wieku, a dzwon wieżowy z 1617 (odlał go Joachim Karstede). 

## Otoczenie
Kościół otoczony cmentarzem z neogotycką kaplicą Prądzyńskich z 1823 (murowana ceglano-kamienna, salowa, kryta dachem dwuspadowym). Od 1993 jest to kostnica.